# Marinelli Head
Das Marinelli Head ist eine 87 m hohe Landspitze an der Scott-Küste des ostantarktischen Viktorialands. An der südöstlichen Basis des Hobbs Ridge markiert sie 11,7 km südlich von The Strand Moraines die südliche Begrenzung der Einmündung des Blue Glacier in den McMurdo-Sund.
Das Advisory Committee on Antarctic Names benannte die Landspitze 2011 nach Roberta L. Marinelli, die in leitender Funktion von Forschungsprogrammen der National Science Foundation zwischen 1997 und 2011 als Repräsentantin dieser Behörde mehrfach auf der McMurdo-Station und auf der Palmer-Station tätig war.